# Monoloog voor een handelsreiziger
Monoloog voor een handelsreiziger is een hoorspel van Eduard Visser. De NCRV zond het uit op vrijdag 14 maart 1969. De regisseur was Johan Wolder. De uitzending duurde 31 minuten.

## Rolbezetting
- Jan Borkus (de handelsreiziger)
- Tonny Foletta (de zeeman)
- Alexander Pola (de oude man)
- Piet Ekel, Floor Koen & Johan te Slaa (drie boeren)
- Tine Medema (de boerin)
- Jos van Turenhout (de bootsman)

## Inhoud
Een bekwame handelsreiziger, die twaalf jaar lang vele miljoenen voor zijn firma heeft verdiend, gaat voor zichzelf beginnen. Nooit werd hij bij zijn werkgever op provisiebasis betaald, maar al die jaren moest hij van een karig loon rondkomen. Bij zijn vertrek wil zijn directie hem wel een dubbel salaris aanbieden, maar nu is hij niet meer te vermurwen. In een café ontmoet hij een oude zeeman, die hem in ruil voor een paar biertjes een zakje kunstzaad aanbiedt, dat hij eens uit Egypte had meegebracht. Na lang aarzelen accepteert de reiziger ten slotte het zakje en wil het zaad verkopen. Maar ondanks zijn handigheid in het zakendoen verkoopt hij niets. Omdat hij uit ervaring weet hoe belangrijk de verpakking van een artikel is voor de verkoop, maakt hij zwarte houten doosjes, waarin hij een kussentje van wit fluweel plakt en in ieder doosje legt hij dan tien korrels kunstzaad. Op een vrij afgelegen eiland slaagt hij er ten slotte in het zaad aan boeren te verkopen en ze geloven nog heilig in de vruchtbaarheid ervan. Tijdens zijn terugreis op de veerboot verliest hij opnieuw al zijn verdiende geld met pokeren …